# Улуру-Ката Тюта (национален парк)
„Улуру-Ката Тюта“ (на английски: Uluṟu-Kata Tjuṯa National Park) е национален парк в Северната територия на Австралия.
Създаден е през 1958 година. Заема 1334 km². Разположен е в централната част на страната, на 440 km северозападно от Алис Спрингс и на 1950 km южно от Дарвин. Той включва 2 защитени зони, отдалечени на 40 km една от друга – скалните образувания Улуру и Ката Тюта. Тези две скални формации се издигат над полупустинната равнина и играят важна роля в религиозните традиции на местните аборигени.
През 1987 година Националният парк „Улуру-Ката Тюта“ е включен в Списъка на световното наследство на ЮНЕСКО.